# (4285) Hulkower
(4285) Hulkower ist ein Hauptgürtelasteroid, der am 11. Juli 1988 von Eleanor Helin vom Palomar-Observatorium aus entdeckt wurde.
Der Asteroid wurde nach dem Mathematiker Neal D. Hulkower benannt.